# Fred Ebb
Fred Ebb, född 8 april 1928 i New York, död 11 september 2004 i New York, var en amerikansk sångtextförfattare, manusförfattare, kompositör och filmproducent.
Fred Ebbs mest berömda sångtext är New York, New York, som var titelmelodi till filmen med samma namn från 1977. Originalet sjöngs av Liza Minnelli, men Frank Sinatra gjorde en cover som blev en stor framgång.

## Filmografi (i urval)
- Chicago, 2002
- New York, New York, 1977
- Nian, 1976
- Oh, vilket sjöslag!, 1975
- Funny Lady, 1975
- Cabaret, 1972